# Capital Radio One
Capital Radio es una canción y un EP de la banda británica The Clash.
Las letras son un ataque a la música que daban en radios en Londres, que mayormente eran éxitos de las listas y que contenían muy poco punk. En la canción se nombra a Aidan Day, jefe de la radio, quien tan solo ponía la música referida anteriormente.
La canción termina parodiando una frase emblemática de la radio durante esa época; "in tune with London"/"conectados a Londres" lo cambian a "in tune with nothing"/"conectados a nada".
En presentaciones en vivo, el guitarrista Joe Strummer, comenzaba a improvisar luego de repetir "capital radio".